# Bryconamericus orinocoense
Bryconamericus orinocoense es una especie de pez de la familia Characidae en el orden de los Characiformes.

## Hábitat
Vive en zonas de clima tropical.

## Distribución geográfica
Se encuentran en Suramérica: Venezuela.